# Simon Tahamata
Simon Tahamata (Vught, 1956. május 26. –) válogatott holland labdarúgó, csatár, edző.

## Pályafutása

### Klubcsapatban
1967-ben a Theole csapatában kezdte a labdarúgást, majd 1971-ben az Ajax korosztályos csapatában folytatta. Az Ajaxban 1976 és 1980 között szerepelt az első csapatban, ahol három bajnoki címet és egy holland kupagyőzelmet ért el az együttessel. Tagja volt az 1979–80-as idényben BEK-elődöntős csapatnak. 1980 és 1984 között a belga Standard de Liège labdarúgója volt. Két bajnoki címet szerzett az együttessel és az 1981–82-es idényben KEK-döntős volt a csapattal. 1984 és 1987 között a Feyenoord, 1987 és 1990 között a belga Beerschot, majd 1990 és 1996 között a szintén belga Ekeren játékosa volt.

### A válogatottban
1979 és 1986 között 22 alkalommal szerepelt a holland válogatottban és két gólt szerzett.

### Edzőként
1996-tól folyamatosan edzőként tevékenykedik ifjúsági csapatoknál. 1996 és 2000 között a Standard de Liège, 2000 és 2004 között a Germinal Beerschot, 2004 és 2009 között az Ajax, 2009 és 2014 között a szaúdi Al-Ahli edzője volt. 2014-től ismét az Ajax ifjúsági csapatának az edzőjeként dolgozik.

## Sikerei, díjai
Ajax
- Holland bajnokság
  - bajnok (3): 1976–77, 1978–79, 1979–80
- Holland kupa (KNVB)
  - győztes: 1979
- Bajnokcsapatok Európa-kupája (BEK)
  - elődöntős: 1979–80

 Standard de Liège
- Belga bajnokság
  - bajnok (2): 1981–82, 1982–83
- Belga kupa
  - győztes: 1981
- Kupagyőztesek Európa-kupája (KEK)
  - döntős: 1981–82

## Statisztika

### Mérkőzései a holland válogatottban
| Hollandia | Hollandia            | Hollandia                                 | Hollandia     | Hollandia | Hollandia     | Hollandia    | Hollandia | Hollandia |
| #         | Dátum                | Helyszín                                  | Hazai         | Eredmény  | Vendég        | Kiírás       | Gólok     | Esemény   |
| --------- | -------------------- | ----------------------------------------- | ------------- | --------- | ------------- | ------------ | --------- | --------- |
| 1.        | 1979. május 22.      | Bern, Wankdorfstadion (SUI)               | Argentína     | 0 – 0     | Hollandia     | barátságos   | -         | 62'       |
| 2.        | 1979. szeptember 5.  | Reykjavík, Laugardalsvöllur               | Izland        | 0 – 4     | Hollandia     | Eb-selejtező | -         |           |
| 3.        | 1979. szeptember 26. | Rotterdam, Feijenoord Stadion             | Hollandia     | 1 – 0     | Belgium       | barátságos   | -         |           |
| 4.        | 1979. október 17.    | Amszterdam, Olimpiai Stadion              | Hollandia     | 1 – 1     | Lengyelország | Eb-selejtező | -         |           |
| 5.        | 1979. november 21.   | Lipcse, Zentralstadion                    | NDK           | 2 – 3     | Hollandia     | Eb-selejtező | -         |           |
| 6.        | 1980. január 23.     | Vigo, Estadio de Balaídos                 | Spanyolország | 1 – 0     | Hollandia     | barátságos   | -         |           |
| 7.        | 1980. szeptember 10. | Dublin, Lansdowne Road                    | Írország      | 2 – 1     | Hollandia     | vb-selejtező | 1         | 57'       |
| 8.        | 1980. november 19.   | Brüsszel, Heysel Stadion                  | Belgium       | 1 – 0     | Hollandia     | vb-selejtező | -         |           |
| 9.        | 1981. április 29.    | Nicosia, Makário Stadion                  | Ciprus        | 0 – 1     | Hollandia     | vb-selejtező | -         | 62'       |
| 10.       | 1981. november 18.   | Párizs, Parc des Princes                  | Franciaország | 2 – 0     | Hollandia     | vb-selejtező | -         | 46'       |
| 11.       | 1982. március 23.    | Glasgow, Hampden Park                     | Skócia        | 2 – 1     | Hollandia     | barátságos   | -         |           |
| 12.       | 1982. május 25.      | London, Wembley Stadion                   | Anglia        | 2 – 0     | Hollandia     | barátságos   | -         |           |
| 13.       | 1982. november 10.   | Rotterdam, Feijenoord Stadion             | Hollandia     | 1 – 2     | Franciaország | barátságos   | 1         | 6' 57'    |
| 14.       | 1985. február 27.    | Amszterdam, Stadion De Meer               | Hollandia     | 7 – 1     | Ciprus        | vb-selejtező | -         |           |
| 15.       | 1985. május 1.       | Rotterdam, Feijenoord Stadion             | Hollandia     | 1 – 1     | Ausztria      | vb-selejtező | -         |           |
| 16.       | 1985. május 14.      | Budapest, Népstadion                      | Magyarország  | 0 – 1     | Hollandia     | vb-selejtező | -         |           |
| 17.       | 1985. szeptember 4.  | Heerenveen, Abe Lenstra Stadion           | Hollandia     | 1 – 0     | Bulgária      | barátságos   | -         | 46'       |
| 18.       | 1985. október 16.    | Anderlecht, Constant Vanden Stock Stadion | Belgium       | 1 – 0     | Hollandia     | vb-selejtező | -         | 88'       |
| 19.       | 1985. november 20.   | Rotterdam, Feijenoord Stadion             | Hollandia     | 2 – 1     | Belgium       | vb-selejtező | -         |           |
| 20.       | 1986. október 15.    | Budapest, Népstadion                      | Magyarország  | 0 – 1     | Hollandia     | Eb-selejtező | -         | 88'       |
| 21.       | 1986. november 19.   | Amszterdam, Olimpiai Stadion              | Hollandia     | 0 – 0     | Lengyelország | Eb-selejtező | -         | 74'       |
| 22.       | 1986. december 21.   | Limassol, Círio Stadion                   | Ciprus        | 0 – 2     | Hollandia     | Eb-selejtező | -         |           |
|           | Összesen             |                                           |               | 22        | mérkőzés      |              | 2         | gól       |